# هيلارد بيل هنتنغتون
هيلارد بيل هنتنغتون (بالإنجليزية: Hillard Bell Huntington)‏ (و. 1910 – 1992 م) هو فيزيائي، وأستاذ جامعي، ورسام من الولايات المتحدة الأمريكية . ولد في ويلكس بار .
توفي في تروي (نيويورك) ، عن عمر يناهز 82 عاماً.

## التعليم
تعلم في جامعة برنستون

## مناصب وهيئات
أدار جامعة بنسلفانيا، وجامعة واشنطن في سانت لويس.